# Coregonus ladogae
Coregonus ladogae es una especie de pez de la familia Salmonidae en el orden de los Salmoniformes.

## Alimentación
Los individuos jóvenes comen zooplancton, mientras que los adultos se nutren de peces (principalmente,Osmerus eperlanus ).

## Distribución geográfica
Es autóctono del lago Ladoga y ha sido introducido en lagos de Letonia y Rusia (incluyendo Siberia ).

## Observaciones
Puede producir híbridos con otros especies del géneroCoregonus .